# 霍赫拉彭山

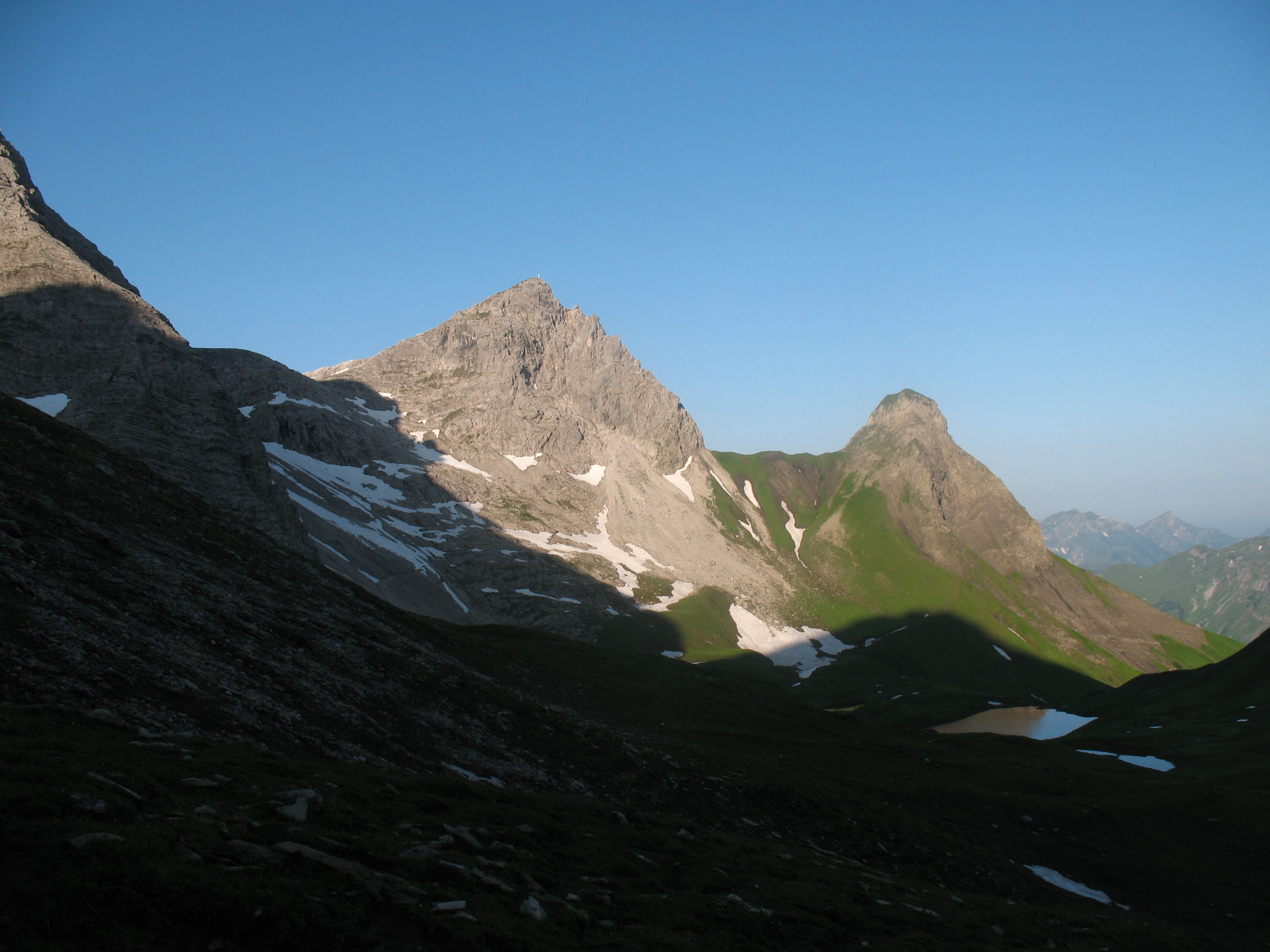

47°16′50″N 10°14′44″E / 47.28056°N 10.24556°E
霍赫拉彭山（德語：Hochrappenkopf），是中歐的山峰，位於德國和奧地利接壤的邊境，屬於阿爾高阿爾卑斯山脈的一部分，距離拉彭塞山0.6公里，海拔高度2,425米，每年平均降雨量1,730毫米。